# Freddie Wong
Freddie Wong, né le 13 septembre 1985 à Seattle, est un réalisateur, acteur, musicien, expert en effets spéciaux et joueur de jeu vidéo américain. Il est le propriétaire des chaines YouTube RocketJump et BrandonJla. Il est le frère aîné de Jimmy Wong.

## Biographie
Freddie Wong est diplômé de Lakeside School. Puis il étudie et est diplômé à l'Université de Californie du Sud au sein de l’école de l’art cinématographique. Il possède aujourd'hui Overcrank Media, une entreprise de production basé à Los Angeles spécialisé dans les films et le contenu en ligne, qui a notamment produit le film indépendant Bear. Il a rencontré l'un de ses principaux collaborateurs, Brandon Laatsch, à l'université, et ils ont depuis travaillé avec des artistes hollywoodiens et des entreprises de développement de jeu vidéo. (Depuis, Brandon Laatsch a commencé à consacrer plus de temps à des projets différents, notamment sur la chaîne Youtube Node). La dernière en date est Electronic Arts qui leur a demandé de réaliser une publicité pour Battlefield 3.

## Faits notables
Wong a participé au World Series of Video Games à Dallas en juillet 2007 et a remporté le premier prix sur la compétition de Guitar Hero 2 en jouant la chanson Less Talk More Rokk de Freezepop,.
Durant la Gamer's Week de MTV en novembre 2007, Freddie apparaît en tant qu'invité sur Total Request Live
Pour la sortie de Rock Band, Freddie Wong a joué au sein du groupe Hellanor Brozevelt dans un magasin Best Buy à Hollywood, à la sortie du jeu à minuit
Il dispose de sa propre chaîne YouTube avec un total de deux milliards de vues et 9 millions d'abonnés. Elle a été en 2012 la cinquième chaîne avec le plus d'abonnés de YouTube, mais elle a depuis été largement dépassée. De nombreuses personnalités participent à ses vidéos, tels que Andy Whitfield dans une vidéo en hommage à Time Crisis, Kevin Pollak dans une vidéo de cascade, Shenae Grimes  dans une scène d'action romantique, Eliza Dushku  dans une scène d'action, Jon Favreau dans une vidéo basé sur Cowboys et Envahisseurs ou encore le groupe Steel Panther dans une vidéo sur le jeu Crossfire.
En 2011, il a dirigé et joué dans une publicité télévisée de Battlefield 3 pour Electronic Arts,.

## Filmographie
| Série télévisée | Série télévisée        | Série télévisée | Série télévisée                                                                    |
| Année           | Titre                  | Rôle            | Notes                                                                              |
| --------------- | ---------------------- | --------------- | ---------------------------------------------------------------------------------- |
| 2011            | Chuck                  | Freddie         | Apparition en tant qu'invité dans Chuck Versus the Hack Off (episode 83, saison 5) |
| 2014            | Video Game High School | Freddie Wong    | Producteur et acteur jusqu'à l'épisode 4 de la saison 3.                           |